# Armitage Trail
Armitage Trail, właśc. Maurice Coons (ur. 1902, zm. 10 października 1930) – amerykański pisarz, starszy brat Hannibala Coonsa.
Jest on autorem dwóch powieści:
- Trzynasty gość (ang. The Thirtteen Guest, 1929)
- Człowiek z blizną (ang. Scarface, 1930)

Na podstawie drugiej z tych powieści nakręcono dwa filmy: Człowiek z blizną (1932) i Człowiek z blizną (1983), z czego drugi jest jednym z najbardziej znanych filmów gangsterskich, w reżyserii Briana De Palmy i Alem Pacino w roli głównej. Ponadto od 16. roku życia jest autorem opowiadań detektywistycznych publikowanych w magazynach amerykańskich.
Zmarł na atak serca w Paramount Theatre w Los Angeles.